# Takács Etel
Takács Etel (született Taub Etelka; Budapest, 1921. január 17. – Budapest, 1992. január 9.) tanár, tankönyvíró, szakmetodikus. A magyar nyelv tantárgy-pedagógiájának megteremtője és nagyhatású művelője. Rendkívül hatékony szakmai működése olyan produktumokban öltött testet, mint az 1978-as reformtanterv és a hozzá kapcsolódó korszakos jelentőségű, évtizedeken át használt magyar nyelvi tankönyvcsalád. Ezeket az általános iskolai tankönyveit és társszerzővel írt Kis magyar nyelvtan című kézikönyvét a nyelvtan-tanítás klasszikusaként tisztelik. Pedagógiai munkássága tanárgenerációk szakmai mentalitására volt meghatározó hatással.

## Életpályája
Taub Jenő ezüstműves és Stern Róza gyermekeként született. 1939-ben érettségizett a Gizella Királyné Leánygimnáziumban, majd beiratkozott a Pázmány Péter Tudományegyetem Bölcsésztudományi Karára, ám magyar–latin szakos tanári oklevelet csak 1954-ben szerzett. 
Kisegítő tanárként kezdte pályáját 1949-ben az akkori Apáczai Csere János Tanárképző Főiskola gyakorló iskolájában. 1955 és 1960 között az ELTE Trefort utcai gyakorló iskolájának volt vezető tanára, emellett a magyar nyelv tantárgypedagógiáját tanította előbb a főiskolán majd az egyetemen.
1960-ban adjunktusként az ELTE Neveléstudományi Tanszékére került, ahol 1974-ig főként didaktikát oktatott. Hogy részt vehessen az 1978-as tantervi reform munkálataiban, az Országos Pedagógiai Intézet munkatársa lett. Itt előbb a didaktikai tanszéken dolgozott, majd a felső tagozat magyar nyelv tantárgyának gondozását végezte. Aktív pályáját az OPI tantervelméleti osztályának főmunkatársaként fejezte be, de tantárgypedagógiát és leíró nyelvtant 1990-ig tanított az ELTE Általános Iskolai Tanárképző Főiskolai Karán.
Kandidátusi fokozatát a neveléstudomány köréből 1987-ben szerezte korábbi munkássága tézisszerű összegzésének megvédése alapján. 

## Munkássága
Az általa kimunkált tantárgypedagógia nemcsak a tantervi ismeretek hatékony átadását szolgálta, hanem a tantárggyal összefüggő pedagógiai problémák megoldását is. Munkássága középpontjában az anyanyelvi nevelés állt, melyben meg tudta valósítani a tantervi tananyag, a módszertan és az ezeket közvetítő taneszközök hármas egységét. 

### Tantervelmélet és az „általános iskola pedagógiája”
Az OPI munkatársaként, 1974-től három éven át vett részt az Anyanyelvi Oktatási Munkabizottság előkészítő munkálataiban, amelynek eredményeként kialakították az 1978-as reformtantervben közvetítendő anyanyelvi műveltség tartalmának irányelveit. Újító felfogásával összhangban az új tanterv a nyelv ismeretének és használatának azt a szintjét tűzte ki elérendő célként, mely valamennyi tanuló számára hozzáférhetővé teszi az általános műveltség alapjait, a kultúra értékeit. Ennek eléréséhez nem a szűkebb értelemben vett nyelvtantanítást, hanem az anyanyelvi kultúra közvetítését tekintette az iskolai oktatás fő feladatának. Fontosnak tartotta, hogy a tantárgy tartalmát érdekessé, vonzóvá tegye a tanulók számára, ezért az általános iskola felső tagozatának magyar nyelv tantervébe a hagyományos leíró nyelvtan és a helyesírás mellé új témaként emelt be olyan időszerű, érdekes témákat, mint a kommunikáció, a jelrendszerek, az írás története vagy a nevek világa.
Takács Etel hitt az általános iskola demokratizáló erejében. Példásan erős empátiával és szociális érzékenységgel fordult a nehéz sorsú, műveltséghátránnyal küzdő tanulók felé, és az általános iskolától azt remélte, hogy képes lesz betölteni hátránykompenzáló szerepét. A ’70-es évek végén, a ’80-as évek elején nézeteinek fontos, a korabeli magyar szakirodalomhoz képest sajátos eleme volt, hogy a divatossá váló differenciálás mellett elengedhetetlennek tartotta az egységességet mint a társadalmi szelekció ellenszerét. A gyerekek közötti erőltetett versengést károsnak tartotta, ő éppen - az esélyteremtés jegyében - az egymástól való tanulást tartotta az általános iskola egyik legfontosabb feladatának. 1989-ben azonban Iskolabúcsúztató címmel megjelent cikkében keserűen kellett szembenéznie azzal, hogy ez az iskolatípus nem képes betölteni hátránykiegyenlítő szerepét. A kudarc legfőbb okát abban látta, hogy az általános iskolának nem alakult ki saját pedagógiája. Ennek hiányában pedig képtelen betölteni alapozó szerepét, s a helyette eluralkodó teljesítményelv a versengés terepévé tette az általános iskolát. 

### Tantárgy-pedagógia és a „tanulmányozva tanulás”
Életművének legfontosabb eleme a tantárgyként oktatott magyar nyelv „tantárgy-pedagógiájának” kidolgozása. Az általa definiált metodika, - ahogyan ő korszerűen nevezte: a tantárgy-pedagógia - lényegi jellemzője az egyes tantárgyak tananyagának feldolgozása során kialakuló komplex pedagógiai szituáció, amelyben egymásra hatva érvényesülnek az oktatás és a nevelés törvényszerűségei valamint a szaktárgy sajátosságai. 
Tanítási-tanulási módszerének lényege a tanulói aktivitáson alapuló, irányítottan önálló „tanulmányozva tanulás”. Ennek szellemében születtek az általa írt tankönyvek, munkafüzetek. Ez a szemlélet a tanári szerep akkori, hagyományos felfogását gyökeresen megváltoztatta: a korábbi ismeretközlő funkció helyett közvetítő, segítő beavatkozásként határozta meg. Kapcsolatteremtésként írta le az anyanyelvi szövegek és a tanuló között. Mindezekkel összhangban a tanulmányozva tanulás egyik eredményes módszerének tartotta az 1960-as, ’70-es években az ún. programozott oktatást, melyet külföldi szakirodalom alapján dolgozott ki, és amelyről Programozott oktatás? címmel könyvet is megjelentetett 1978-ban. A diákok számára önállóan is használható, önellenőrző tanítási-tanulási programok szerkesztésében éppúgy, mint Takács Etel taneszközeiben olyan mesterségbeli tudás érvényesül, melynek lényege a szerepváltás képessége: a tanuló szerepének, helyzetének, gondolkodásmódjának átélése és előtérbe helyezése. Ez az „ars paedagogica” volt szakmai munkásságának védjegye.

### Taneszközfejlesztés
Az 1980-ban bevezetett reformtantervhez készített taneszközcsaládnak a fent említett hatékony pedagógiai módszer mellett további két fontos jellemzője van: annak komplexitása és páratlanul hosszú élettartama. A magyar nyelv könyve című, 5-8. osztályosok számára írt tankönyveit tanári kézikönyv, munkafüzet, feladatlapok egészítik ki; a helyesírás tanításához hangszalagok készültek, a főnévéhez oktatócsomag. A páratlan népszerűségnek örvendő tankönyv 20 év múltán levált szellemi táptalajáról, az 1978-as tantervről, és kisebb átdolgozásokkal kompatibilisnek bizonyult az 1998-ban életbe lépő Nemzeti Alaptantervvel is. Így végül több mint 30 éven át tanították belőle nemzedékek sorát az általános iskola felső tagozatában. 
Takács Etel taneszközei a tanulók szempontjainak érvényesítésére épültek, nemcsak a tananyagot tanították meg, hanem az önálló tanulás lehetőségét is megteremtették. Emellett következetesen járultak hozzá a szociális hátrányok kompenzálásához, a szövegértés fejlesztéséhez és az erkölcsi neveléshez. 
A másik sikerkönyve az anyanyelvünk nyelvtanát röviden és érthetően ismertető Kis magyar nyelvtan, amelyet Rácz Endrével közösen írt, és jelentetett meg, első ízben1959-ben.  A szerzők e munkájukat nem tankönyvnek szánták, hanem ismeretbővítő kézikönyvnek, mely a magyar nyelvtan törvényszerűségeit az érdeklődő felnőttek számára tárja fel. A népszerűsítés szándéka páratlan sikerrel valósult meg: a megírásától eltelt több mint fél évszázad alatt 16 kiadásban megjelent Kis magyar nyelvtan az önképzés taneszközévé vált, olykor a tankönyv szerepét is betöltve a nyelvtan tanításának különféle színterein.

## Díjai, elismerései
- Munka Érdemrend ezüst fokozata (1976)
- állami Apáczai Csere János-díj (1981)

## Főbb publikációi

### Önálló művek
- 1961 – Rácz Endre, Takács Etel: Kis magyar nyelvtan, Gondolat
- 1978 – Takács Etel: Programozott oktatás?, Gondolat
- 1987 – Takács Etel: Anyanyelvünk mint tantárgy: A magyar nyelv tantárgyának tervezése a tantervben és kidolgozása a taneszközökben. Tézisek. Kandidátusi értekezés, Magyar Tudományos Akadémia Tudományos Minősítő Bizottság, Budapest

### Tanulmánykötetben megjelent írások
- 1965 – Takács Etel: A házi feladatok didaktikai problémái, In: Tanulmányok a neveléstudományok köréből 1964, Akadémiai Kiadó, 1965. pp. 265-280.
- 1980 – Takács Etel: A tanítási-tanulási folyamat, In: Báthory Zoltán, Gyaraki F. Frigyes, Takács Etel (szerk.) Pedagógiai kézikönyv, Tankönyvkiadó: pp. 151-214.

### Tanterv, tankönyvek
- 1978 – Takács Etel: A magyar nyelv tanterve az 5-8. osztály számára, In: Az általános iskolai nevelés és oktatás terve, OPI: pp. 15-54.
- 1980 – Takács Etel: A magyar nyelv könyve. Általános iskola 5. osztály, Tankönyvkiadó
- 1981 – Takács Etel: A magyar nyelv könyve az általános iskola 6. osztálya számára, Tankönyvkiadó
- 1983 – Takács Etel: A magyar nyelv könyve az általános iskola 7. osztálya számára, Tankönyvkiadó
- 1983 – Takács Etel: A magyar nyelv könyve az általános iskola 8. osztálya számára, Tankönyvkiadó
- 1986 – Nyitrai Tamás, Takács Etel, Török Imre: Tanári kézikönyv a magyar nyelv tanításához az általános iskola felső tagozatában, Tankönyvkiadó

### Cikkek, tanulmányok
- 1965 – Takács Etel: Az általános pedagógia és a szakmetodikák kapcsolata, különös tekintettel a tanárképzésre, In: MTA Történeti és Filozófiai Osztály Közleményei, 14, 3, 1965.: pp. 287-291.
- 1989 – Takács Etel: Iskolabúcsúztató, In: Köznevelés, 45, 28,: pp. 3-4
- 1990 – Takács Etel: Oktatásügyi reformok színe és visszája, In: Köznevelés, 46, 29,: pp. 1-12.

## Emlékezete
A Takács Etel Pedagógiai Alapítvány, melyet a névadó végakarata szerint és szellemében, elsősorban a tehetséges és rászoruló tanárjelöltek támogatására hoztak létre egykori tanítványai 1994-ben. Kuratóriumának tagjai az alapítványtevő Hunyady Györgyné mellett M. Nádasi Mária, Ambrusné Szalai Katalin, Csordásné Bölcsics Márta, Fenyvessyné Békei Gabriella, Nemoda Judit és Kempf Katalin. Az alapítvány lezáruló három évtizedes tevékenysége során úgy őrzi és ápolja névadójának emlékét, szellemi hagyatékát, hogy egyúttal a pedagógiai szakmát is szolgálja; céljait olyan szellemi és anyagi eszközökkel megvalósítva, mint a szakmai tanácskozások és kiadványok, könyvsorozat kiadása, iskolai könyvtáraknak szánt adományok. 
A Magyar Pedagógiai Társaság Takács Etel Szakosztálya a névadó szakmai tevékenységének, szellemi hagyatékának ápolása mellett az alapítvány sokrétű és megbecsült tevékenységének folytatására is vállalkozott 2023-as megalakulásakor.
Az ELTE PPK Kazinczy utcai épületének 312. helyisége a Takács Etel terem nevet viseli.
Egykori lakóházán, a Budapest, 12. kerület Avar utca 11. szám alatt emléktábla található.

### Emlékkötetek
- Ambrusné Szalai Katalin (szerk.): Takács Etel válogatott munkái; Takács Etel Pedagógiai Alapítvány; ELTE Eötvös Kiadó; Budapest, 2002
- Hunyady Györgyné, M. Nádasi Mária (szerk.): A huszadik év könyve – Takács Etel pedagógiája emlékekben és könyvekben; Takács Etel Pedagógiai Alapítvány , ELTE Eötvös Kiadó; Budapest, 2013
- Ambrusné Szalai Katalin (szerk.): Párbeszéd Takács Etellel – Huszonöt év után a pedagógiáról; Takács Etel Pedagógiai Alapítvány; ELTE Eötvös Kiadó; Budapest, 2017
- Hunyady Györgyné, M. Nádasi Mária (szerk.): Takács Etel nevével és nevében – 25 éves a Takács Etel Pedagógiai Alapítvány; Takács Etel Pedagógiai Alapítvány; ELTE Eötvös Kiadó; Budapest, 2019